# 나카노고촌 (돗토리현 게타카군)
나카노고촌(中郷村)은 돗토리현 게타카군에 설치되었던 촌이다. 현재의 돗토리시에 해당한다.